# Даикау
Даика́у (осет. Дæйыхъæу) — село в Алагирском районе Республики Северная Осетия-Алания. Входит в состав Мизурского сельского поселения.

## География
Село расположено в центральной части Алагирского района, на левом берегу реки Дайдон. Находится в 9 км к юго-востоку от центра сельского поселения Мизур, в 30 км к югу от районного центра Алагир и в 67 км к юго-западу от Владикавказа. 

## Этимология
В. В. Латышев связывал происхождение топонима Дайкау с этнонимом древнего скифского племени «даи» или же «даси». А. Д. Цагаева в своей книге «Топонимия Северной Осетии», также писала, что слово «дай» восходит к какому-либо этнониму. 

## История
До начала XX века Даикау являлся достаточно крупным селением, который делился на 3 «квартала» — Верхнее селение (Уæллагхъæу), Нижнее селение (Дæллагхъæу) и Общее селение (Æхсæйнаг хъæу). 
Верхнее селение в свою очередь состояло из 4 родовых кварталов — Муриевых (Муриты сых), Бязровых (Биазырты сых), Ачеевых (Æчеты сых) и Хлоевых (Хлойты сых) — «Хлоевых квартал». Cвязь с фамилиями: Биазровы, Ачеевы, Хлоевы, Муриевы, Дзодзиевы, Бязыровы, Кантиевы, Сопоевы, Лолаевы, Хосаевы, Тоховы. 
К середине XIX века, Дайкау представлял собой селение из 31 двора, в которых проживало 257 человек. В 1898 году, Терское горнопромышленное акционерное общество занималось разведкой полезных ископаемых на землях села Дайкау. По всей видимости с разработками этих месторождений связан большой приток населения, который наблюдался в Дайкау в 1900—1910 годах. Так к 1910 году население Дайкау составляло 542 человека, которые проживали в 50 дворах. Однако, к 1926 году количество жителей села сократилось почти вдвое. Было ли это связано с историческими событиями, или же с последствиями стихийных бедствий, например, с землетрясения 1922 года, достоверно неизвестно.
Историк А. В. Твёрдый пишет что в Северной Осетии есть река Дайондон, что на осетинском означает река села Дай.

## Население
| 2002 | 2010 | 2021 |
| ---- | ---- | ---- |
| 8    | ↘4   | →4   |